# Sphaeropoeus glabrus
Sphaeropoeus glabrus är en mångfotingart som beskrevs av Carl Graf Attems 1943. Sphaeropoeus glabrus ingår i släktet Sphaeropoeus och familjen Zephroniidae. Inga underarter finns listade i Catalogue of Life.